# Koilovți, Plevna
Koilovți (în bulgară Коиловци) este un sat în comuna Plevna, regiunea Plevna,  Bulgaria. 

## Demografie
Componența etnică a satului Koilovți
     Turci (2,66%)
     Bulgari (95,95%)
     Nicio identificare (1,38%)
     Altele (0%)
La recensământul din 2011, populația satului Koilovți era de 1.014 locuitori. Din punct de vedere etnic, majoritatea locuitorilor (95,95%) erau bulgari, cu o minoritate de turci (2,66%). Pentru 1,38% din locuitori nu este cunoscută apartenența etnică.